# Miostatina
La miostatina è una proteina scoperta nel 1997 e risulta essere il fattore che limita la crescita muscolare negli esseri viventi. Essa è prodotta soprattutto dalle cellule del muscolo scheletrico e la sua attività viene regolata da un inibitore chiamato follistatina. Il preciso meccanismo della miostatina rimane ancora sconosciuto.

## Scoperta
La scoperta fu di un gruppo di scienziati guidati da Alexandra McPherron e Se-Jin Lee alla Johns Hopkins University. Con i loro esperimenti produssero dei topi con il doppio di massa muscolare rispetto ad un topo normale. Casi di questo tipo erano però già noti. Dall'800 gli allevatori incrociano selettivamente capi di bestiame più muscolosi rispetto ad altri, sviluppando così razze nelle quali compaiono con una certa frequenza individui con masse muscolari ipertrofiche. Animali di questo tipo sono detti "fascioni" (fassoni in dialetto piemontese) o "a groppa doppia". Tale carattere appare spontaneamente nelle razze da carne (bovine, suine, ovine e altre) quando sono sottoposte per tempi adeguati (molti decenni) a selezione, per l'aumento della frequenza dei numerosi alleli dai quali dipende lo sviluppo muscolare. Associati all'ipertrofia muscolare vi sono anche retrazione dell'addome, minor spessore di pelle e ossa, carattere più tranquillo, riduzione della fertilità. Inoltre, a tal proposito, nel 2004 una prestigiosa rivista scientifica ha pubblicato un articolo di un bambino di 5 anni in Germania, con una mutazione del gene della miostatina, che presentava un enorme sviluppo muscolare.

## Sviluppi scientifici e commerciali
Le ricerche sulla miostatina sono mirate, a livello medico, per curare malattie come la distrofia muscolare; ma l'interesse maggiore è quello delle sue possibili applicazioni legate allo sport. Infatti ottenere un farmaco capace di inibirla porterebbe molti atleti ad aumentare le loro prestazioni in maniera veloce e con poco allenamento.